# Vidas Secas (filme)
Vidas Secas é um filme brasileiro de 1963, do gênero drama, dirigido por Nelson Pereira dos Santos para a Herbert Richers. O roteiro é baseado no livro homônimo de Graciliano Ramos. De acordo com os letreiros iniciais, as filmagens foram em Minador do Negrão e Palmeira dos Índios, sertão de Alagoas. O filme é considerado parte da primeira fase do movimento cinematográfico Cinema Novo.
Estreou em 22 de agosto de 1963, no circuito Metro, no Rio de Janeiro, permanecendo duas semanas em cartaz. Chegou às salas de cinema de São Paulo em março de 1964, no mesmo mês da instauração do Golpe de 1964. Naquele mesmo ano foi exibido no Festival de Cannes, na França, graças a um convite especial do festival, uma vez que o Itamaraty preferiu enviar para o evento a fita de Deus e o Diabo na Terra do Sol, de Glauber Rocha.
É o único filme brasileiro indicado pelo British Film Institute como uma das 360 obras fundamentais em uma cinemateca. Foi listado por Jeanne O Santos, do Cinema em Cena, como "clássicos nacionais". Também foi Incluído no livro 1001 Filmes para Ver antes de Morrer, de Steven Jay Schneider. No livro Cien años sin soledad. Las mejores películas latinoamericanas de todos los tiempos, escrito por Carlos Galiano e Rufo Caballero, Vidas Secas foi classificado entre os oito melhores filmes latino-americanos de todos os tempos. Em 1999, uma pesquisa do jornal Folha de S.Paulo realizada com 24 críticos e estudiosos do cinema brasileiro, indicou Vidas Secas como o segundo melhor filme brasileiro de todos os tempos. Já em 2015, o filme ficou na terceira posição na lista feita pela Associação Brasileira de Críticos de Cinema (Abraccine) dos 100 melhores filmes brasileiros de todos os tempos.

## Sinopse
Em 1941, pressionados pela seca, uma família de retirantes composta por Fabiano, Sinhá Vitória, o menino mais velho, o menino mais novo e a cadela Baleia, atravessa o sertão em busca de meios para sobreviver. Seguindo um rio seco, eles chegam a um casebre abandonado nas terras do fazendeiro Miguel, quando em seguida há uma chuva. Com a recuperação dos pastos, o proprietário retorna com o gado, e a princípio os repele, mas Fabiano diz que é vaqueiro e que a família pode ajudar em vários serviços, então são aceitos. A família tem esperança de prosperar, Sinhá Vitória sonha com uma cama com colchão de couro e Fabiano em ter seu próprio gado. Mas ao final do primeiro ano de muito trabalho e dificuldades perceberão que, apesar de tudo, a miséria da família persiste e nova seca está para assolar novamente o sertão.

## Elenco
Para as filmagens foram usados muitos atores amadores, inclusive locais.
- Átila Iório como Fabiano[1]
- Maria Ribeiro como Sinhá Vitória[1]
- Jofre Soares como fazendeiro[1]
- Genivaldo Lima[1]
- Gilvan Lima[1]
- Orlando Macedo como soldado amarelo[1]
- Cadela sem Raça definida como Baleia
- Pedro Santos
- Maria Rosa
- José Leite
- Antônio Soares
- Clóvis Ramos
- Gilvan Leite
- Inácio Costa
- Oscar Souza
- Vanutério Maia
- Arnaldo Chagas
- Gileno Sampaio
- Manoel Ordônio
- Moacir Costa
- Walter Mointeiro

## Produção
A ideia inicial de Nelson Pereira dos Santos era escrever um roteiro original sobre a seca do sertão nordestino, porém, apesar de diversas tentativas, o cineasta não conseguiu desenvolver um roteiro que o satisfizesse. Durante suas pesquisas, ele consultou o livro Vidas Secas, de Graciliano Ramos e concluiu que, ao invés de criar um roteiro, o melhor seria adaptar a obra de Graciliano. Em 1959, Nelson e a equipe foram a Juazeiro, na Bahia, para rodar o longa, mas não encontraram condições morfoclimáticas apropriadas devido as fortes chuvas que atingiram a região e deixaram a catinga verde. As gravações foram canceladas, entretanto, para aproveitar a equipe, Nelson resolveu improvisar a criação de outro filme, Mandacaru Vermelho. Na segunda tentativa de filmagem de Vidas Secas, em 1962, Nelson optou por Palmeira dos Índios (cidade da qual Graciliano Ramos foi prefeito), em Alagoas, conseguindo, por fim, rodar o filme. A equipe era formada por poucas pessoas, entre elas o produtor Herbert Richers e os fotógrafos Luiz Carlos Barreto e José Rosa. Foi gravado em preto e branco e custou 18 milhões de cruzeiros.

### Escolha do elenco
Parte do elenco, como Átila Iório e Maria Ribeiro, veio do Sudeste com Nelson, e a outra parte foi descoberta no agreste alagoano. Átila, apesar de não possuir as características físicas que o diretor desejava, foi contratado devido a falta de tempo para a escolha do elenco. Maria Ribeiro, que interpreta Sinhá Vitória, nunca havia atuado antes e foi descoberta por Nelson no Laboratório Líder, onde trabalhava como técnica. Em Palmeira dos Índios, Nelson foi a um circo e conheceu o palhaço Jofre Soares, convidando-o para fazer parte do filme, primeiro como assistente de produção e depois como ator, no papel de um fazendeiro. Devido ao alto conhecimento que Jofre tinha sobre a região, Nelson o encarregou de encontrar outros moradores da cidade para atuar no filme; foi Jofre quem apresentou ao diretor os irmãos Genivaldo e Gilvan Lima, que interpretaram os filhos de Fabiano. A cadela vira-lata, que interpreta Baleia, foi encontrada por Nelson embaixo de uma barraca de uma feira de Palmeira dos Índios.

## Controvérsias
Uma das cenas mais famosas de Vidas Secas é o abatimento da cadela Baleia, onde é mostrado o animal sendo atingido por um tiro de espingarda dado por seu dono Fabiano. Quando o filme foi exibido no Festival de Cannes, na França, em 1964, o público e a crítica francesa ficaram impressionados com o realismo da cena e acreditaram que a cadela tivesse sido sacrificada de verdade durante as filmagens. Houve, inclusive, protestos da Sociedade Francesa de Proteção aos Animais. Na tentativa de provar que o animal não sofreu maus-tratos e estava vivo, a companhia aérea francesa Air France se ofereceu para levar a cadela brasileira até a França e mostra-la ao público. Todavia, mesmo com a cadela brasileira em Cannes, a equipe do filme foi acusada de enviar à França um outro animal com características semelhantes à da interprete de Baleia, o que foi negado.
Em entrevista ao jornal O Estado de S. Paulo no ano de 2018, Luiz Carlos Barreto, diretor de fotografia do filme, explicou como a cena da morte de Baleia foi realizada: 
[...] Fizemos um efeito especial subdesenvolvido. Pegamos uma linha branca de costura, amarramos a perna no rabo para ela fingir que tinha levado o tiro. Tinha a maquiagem, água de chocolate, não sei o quê. Ela tinha de fechar os olhos. Nós escolhemos uma locação, um carro de boi, e o sol nascendo para ela olhar para o sol. O sol batia e ela foi fechando os olhos por causa da luminosidade. O Nelson botou toda a equipe para fora, e só ficou eu, ele e o José Rosa – e a câmera. Ninguém falava nada. Na hora que ela começasse a fechar os olhos, o Nelson catucava o Zé Rosa e ele ligava a câmara. O sol nasceu, ela fechou os olhos e deu a sensação nítida de morte.
No ano de 2002, foi lançado o curta-metragem Como se Morre no Cinema, dirigido por Luelane Corrêa, que narra as participações e as mortes ficcionais do papagaio e da cadela Baleia no filme Vidas Secas.

## Opinião da crítica
Jean de Baroncelli, escrevendo para o jornal Le Monde, descreve Vidas Secas como "um filme despojado, descarnado, trágico à sua maneira, assim como o sertão brasileiro que lhe serve de pano de fundo". Vincent Canby, do jornal The New York Times, disse que a obra é “emocionante como um chamado às armas (e à câmera) de uma pequena, nova e combativa indústria cinematográfica”. Para Canby, o filme foi dirigido por um "diretor enormemente talentoso que sabe como controlar sua dor e raiva".

## Prêmios
Prêmio Governador da Guanabara 1963 (Brasil)
- Recebeu 20 milhões de cruzeiros do governador Carlos Lacerda.[3]

Festival de Cannes 1964 (França)
- Recebeu o Prêmio do OCIC e o prêmio dos cinemas de arte.[3][24]
- Foi indicado ao Grand Prix (Palma de Ouro).[3][24] [nota 2]

Resenha de Cinema de Gênova 1965 (Itália)
- Foi considerado o melhor filme daquele ano.[26]